# 池田鷹浩
池田 鷹浩（いけだ たかひろ、Hiro、1967年10月4日 - ）は、日本のベーシスト。大阪府吹田市出身。「Rock&Funkyなグルーヴ」が信条。

## 来歴
1989年 インディーズバンド『Dragon』でブロンズエイジレーベル（アンタッチャブルラバーズ）よりリリースする。
1994年 『GUSTY BOMBS』でSONY Recordsよりメジャーデビューし、4枚のアルバムを発表した。
2001年 『S.Q.F（Spinning Q Factor）』で日本クラウンより2度目のメジャーデビューを果たし、アルバムを4枚発表した。メンバーはVo.michi.（ex.MASCHERA）、Gt.Nao（ex.ILLUMINA）、Kye.鳴瀬シュウヘイ（ex.DEVELOP=FRAME）、Dr.酒井愁（ex.AION）。
2005年 GACKTJOB"『ミュージックステーション』『音楽戦士 MUSIC FIGHTER』に出演。
2013年 下村成二郎（ex.ブリザード）とのユニット『LION CODE』結成、アルバム『初陣』をリリースした。
2015年 5月22日、有待雅彦デビュー20周年記念LIVE、初台DOORS。
2016年 3月13日、高円寺club MISSION LIVEをサポート。サポートしたミュージシャンは、Dr.野崎真助（ポルノグラフィティー、井上陽水 他）、Gt.SUNAO（T.M.Revolution 他）、Kye.NAOMI（サイキックラバー、元オフコース大間ジロー 他）。
2024年 5月3日、1st.ミニアルバム『湾岸少年』をリリースした。

## その他の活動
- 元ダウン・タウン・ブギウギ・バンドのギタリスト和田静男率いる"和田静男&Bayside Blues band"参加。
- 坂本英三1stソロアルバム『メタル一直線』LIVEサポート。
- 竹内光雄LIVEサポート。
- D.T.R再結成、目黒鹿鳴館LIVEサポート。
- 太田克典LIVEサポート。
- シンガーソングライター大和邦久LIVEサポート。
- REC&LIVEサポート他多数。
- 『Glass Dorcus』（松尾宗仁、ex.ZIGGY・池田・高樹りお・宮脇“JOE”知史、ex.44MAGNUM etc.）でミニアルバム発表。
- 『Shammon』(大山正篤、ex. ZIGGY・有待雅彦、ex. WILD STYLE）アルバム&LIVEサポート
- 坂本英三2ndソロアルバム『シャウトドランカー』に参加。
- 『哀旋士』坂本英三と屍忌蛇のユニットREC&LIVEサポート。
- 屍忌蛇氏のカバーソロアルバム『Dual World』参加。
- 同年『MEPHISTOPHELES』加入。
- 『Bay side kid』2022年第3期BOWWOWのボーカリスト堀江哲也と結成、横浜で活動中。